# Rio do Peixe (rio de Goiás)
O Rio do Peixe é um rio brasileiro que banha o estado de Goiás. Ele deságua no Rio das Almas. As margens do rio passam por desmatamento ilegal.

## Meio físico
A mata ciliar de suas margens encontram-se em estado de degradação, violando a Lei 12651/12, que institui a metragem necessária para proteção da mata ciliar. Estudiosos apontam danos ao lençol freático, ao fluxo de chuvas, à camada superficial do solo, à fauna local, além de assorear os cursos d’água e causar poluição por resíduos tóxicos oriundos das atividades agrícolas e industriais.